# 2-甲基-5-羟色胺
2-甲基-5-羟色胺（英語：或2-Methylserotonin、2-Methyl-5-HT）是一种色胺衍生物与神经递质血清素密切相关。